# Zdzisław Fortuniak
Zdzisław Fortuniak (ur. 21 lutego 1939 w Wieszczyczynie) – polski duchowny rzymskokatolicki, doktor nauk teologicznych, biskup pomocniczy poznański w latach 1982–2014, od 2014 biskup pomocniczy senior archidiecezji poznańskiej.

## Życiorys
Urodził się 21 lutego 1939 w Wieszczyczynie w rodzinie Marcina i Moniki z domu Niewrzędy. W 1956 ukończył Liceum Ogólnokształcące im. gen. Józefa Wybickiego w Śremie i złożył egzamin dojrzałości, po czym przez rok pracował jako katecheta w szkole podstawowej w Masłowie. W latach 1957–1963 odbył studia filozoficzno-teologiczne w Arcybiskupim Seminarium Duchownym w Poznaniu. Święceń prezbiteratu udzielił mu 26 maja 1963 w bazylice archikatedralnej Świętych Apostołów Piotra i Pawła w Poznaniu tamtejszy arcybiskup metropolita Antoni Baraniak. Inkardynowany został do archidiecezji poznańskiej. W latach 1965–1968 studiował na Wydziale Teologicznym Akademii Teologii Katolickiej w Warszawie, gdzie uzyskał magisterium z teologii. Tamże w 1973 na podstawie dysertacji Zespoły ministranckie a więź z Kościołem. Studium socjologiczne na przykładzie archidiecezji poznańskiej uzyskał doktorat z nauk teologicznych w zakresie socjologii religii.
W latach 1963–1965 był wikariuszem i katechetą w parafii Wniebowzięcia Najświętszej Maryi Panny w Śmiglu. Jako wikariusz pracował także w parafiach św. Jana Chrzciciela w Owińskach i św. Michała Archanioła w Poznaniu. Pełnił funkcję diecezjalnego duszpasterza służby liturgicznej, a także kapelana Wojewódzkiego Szpitala Dziecięcego im. Krysiewicza i kaplicy św. Rodziny przy domu zakonnym Sióstr Miłosierdzia. W 1972 został pracownikiem poznańskiej kurii metropolitalnej. Był notariuszem, referentem duszpasterstwa ogólnego oraz sekretarzem rady kapłańskiej. W seminarium poznańskim i na Papieskim Wydziale Teologicznym w Poznaniu (następnie Wydziale Teologicznym Uniwersytetu im. Adama Mickiewicza) prowadził wykłady z teologii pastoralnej.
10 kwietnia 1982 papież Jan Paweł II mianował go biskupem pomocniczym archidiecezji poznańskiej ze stolicą tytularną Tamagrista. Święcenia biskupie otrzymał 9 maja 1982 w bazylice archikatedralnej Świętych Apostołów Piotra i Pawła w Poznaniu. Udzielił mu ich Jerzy Stroba, arcybiskup metropolita poznański, któremu asystowali biskupi pomocniczy poznańscy: Tadeusz Etter i Stanisław Napierała. Za swoje zawołanie biskupie przyjął słowa „Zawsze z Tobą”. Jako biskup pomocniczy objął w archidiecezji funkcje: wikariusza biskupiego, wikariusza generalnego, moderatora kurii metropolitalnej, przewodniczącego wydziałów: personalnego i administracyjnego oraz ekonomiczno-gospodarczego, budownictwa i ochrony zabytków, a także referatów: budowlanego i konserwatorskiego oraz instytutów życia konsekrowanego i stowarzyszeń życia apostolskiego, wszedł w skład: rady biskupiej, kolegium konsultorów, rady kapłańskiej, rady ekonomicznej, archidiecezjalnej rady duszpasterskiej. Nadzorował postępowania beatyfikacyjne i kanonizacyjne prowadzone na terenie archidiecezji. W 1992 został prepozytem poznańskiej kapituły archikatedralnej. 25 lutego 2014 papież Franciszek przyjął jego rezygnację z obowiązków biskupa pomocniczego archidiecezji poznańskiej.
W ramach Konferencji Episkopatu Polski został członkiem Komisji ds. Duszpasterstwa Rodzin, Komisji „Iustitia et Pax”, Komisji Duszpasterstwa i Komisji Mieszanej Biskupi – Wyżsi Przełożeni Zakonni.
Uczestniczył w sakrach biskupów pomocniczych poznańskich: Grzegorza Balcerka (1999) i Damiana Bryla (2013) jako współkonsekrator, a także Jana Glapiaka (2021) jako konsekrator, delegowany do tej funkcji przez arcybiskupa metropolitę poznańskiego Stanisława Gądeckiego, który z powodu choroby nie mógł udzielić święceń.

## Wyróżnienia
W 2006 nadano mu tytuł honorowego obywatela Śmigla.